# Aerotur-KZ Airlines
ТОВ «Авіакомпанія» «Аеротур-KZ» — колишня казахстанська авіакомпанія.

## Історія
Авіакомпанія заснована у 2006 році. 1 квітня 2009 року, ліцензія авіакомпанії була відкликана, незадовго до того, коли авіакомпанія була додана в список авіакомпаній із забороною на польоти в країни Євросоюзу через погані стандартів обслуговування в Казахстані.